# Allobates caeruleodactylus
Allobates caeruleodactylus es una especie de anfibio anuro de la familia Aromobatidae.

## Distribución geográfica
Esta especie es endémica de Amazonas en Brasil. Habita en Castanho y Canutama.

## Publicación original
- Lima & Caldwell, 2001 : A new Amazonian species of Colostethus with sky blue digits. Herpetologica, vol. 57, n.º 2, p. 180-189.[6]